# Rumiko Takahashi
Rumiko Takahashi (高橋 留美子 Takahashi Rumiko?, n. 10 octombrie 1957, Niigata, Japonia) este mangaka de origine japoneză .
Takahashi este una din cele mai bogate femei din Japonia. Seriile manga create de ea (și adaptările anime) sunt foarte populare în Statele Unite și Europa unde au fost eliberate atât ca serii manga cât și anime traduse în engleză. Lucrările ei mondiale, și multe din seriile ei sunt predecesori, seriilor manga traduse în engleză care au fost publicate din 1990. Takahashi este si cel bine vândut artist manga din istorie; cu mai bine de 100 milioane de copii ale lucrărilor ei vândute. A câștigat de două ori Premiul Shogakukan Manga: odată în 1981 pentru Urusei Yatsura, și din nou în 2002 pentru InuYasha.